# آرام مارگاریان
آرام مارگاریان (ارمنی: Արամ Մարգարյան؛ زادهٔ ۲۷ مارس ۱۹۷۴) یک کشتی‌گیر پیشین اهل ارمنستان است که در دستهٔ ۶۰ کیلوگرم کشتی آزاد در سال ۲۰۰۲، قهرمان کشتی جهان شد.
او در قهرمانی جهان ۲۰۰۲ تهران با غلبه بر مدعیانی مانند میگوئل کوینتانا از کوبا و محمد طلایی ایرانی به فینال راه یافت. مارگاریان در فینال با نتیجه ۳-۲ از هارون دوغان شکست خورد اما با مثبت شدن آزمایش دوپینگ دوغان، مدال طلای قهرمانی این مسابقات به مارگاریان رسید.